# رودني إليس
رودني إليس (بالإنجليزية: Rodney Ellis)‏ هو سياسي أمريكي، ولد في 7 أبريل 1954 بهيوستن في الولايات المتحدة. حزبياً، نشط في الحزب الديمقراطي. وقد انتخب عضو مجلس ولاية تكساس.

## وصلات خارجية
- الموقع الرسمي